# جيمس أ. هندرسون
جيمس أ. هندرسون (بالإنجليزية: James A. Henderson)‏ هو مسير أعمال أمريكي، ولد في 1934.

## وصلات خارجية
- جيمس أ. هندرسون على موقع إن إن دي بي (الإنجليزية)